# KTCK
Koordinaten: 32° 56′ 41″ N, 96° 56′ 24″ W
| KTCK |

KTCK ("The Ticket") ist eine US-Radiostation aus Dallas, Texas. Sie gehört zu den ältesten Stationen der USA und ging am 4. August 1921 als WRR auf Sendung.

Heute ist KTCK eine Sports Talk Radio Station von Cumulus Media. Die Station ist bekannt für ihre humorvolle Moderation des Sportprogrammes. Die Studios befinden sich im Victory Park District in Dallas, während die Sender in Coppell stehen.
KTCK strahlt auf Mittelwelle 1310 kHz mit 25 kW Tags und 5 kW Nachts aus. Auf UKW sendet KTCK-FM ein Rebroadcast auf 96,7 MHz.

## Geschichte
Schon vor der offiziellen Lizenzierung sendete WRR 1920 auf 1310 kHz. Von 1921 bis 1978 führte die Station das Rufzeichen WRR; 1978 trennte sich der Sender von seinem UKW-Pendant WRR-FM und sendete als KAAM. 1994 wurde die Station an Cumulus Media verkauft und erhielt ihr heutiges Rufzeichen KTCK.

## Programm
Die Station ist im Radiomarkt von Dallas teilweise umstritten, weil sie sehr dominant auftritt. Die von dem Radiomarktforscher Arbitron sehr hoch bewerteten Shows The Hardline und Dunham and Miller trugen stark zum Erfolg und der Etablierung des Senders bei.

## Auszeichnungen
"SportsRadio 1310 The Ticket" gewann verschiedene Preise in seiner Geschichte, darunter 2007 den Marconi Award für die "Best Sports Station in America" der National Association of Broadcasters. Die Station selbst und verschiedene ihrer Shows waren für etliche Marconi Awards nominiert. Den zweiten Platz belegte KTCK als "Sports Station of the Year" 2013.